# جنوب إفريقيا الكبرى
خلال أواخر القرن التاسع عشر وأوائل القرن العشرين، دعا عدد من القادة السياسيين الجنوب أفريقيين والبريطانيين إلى جنوب أفريقيا الكبرى. يمكن اعتبار هذه الوحدوية شكلًا مبكرًا من أشكال الوحدة الأفريقية، وإن كانت مقصورة بشكل صارم على الأفارقة البيض من أصل أوروبي.

## التخطيط النظري

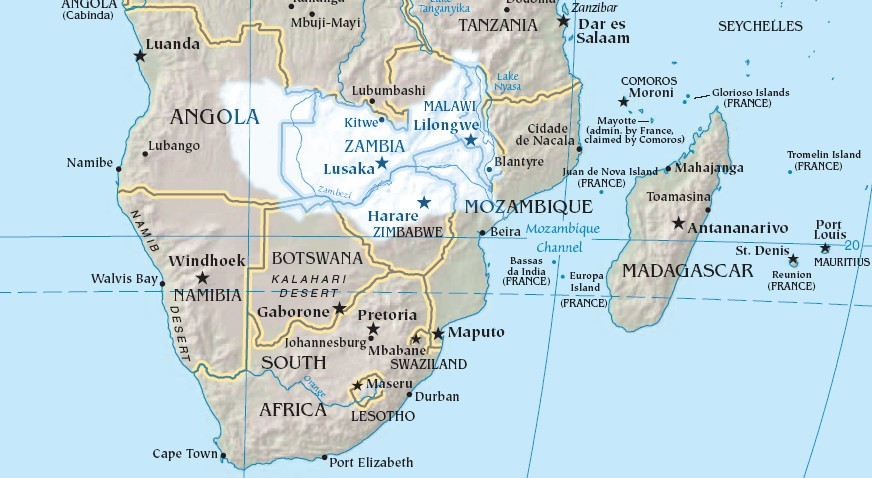
تُظهر الخريطة موقع نهر زمبيزي، النهر الحدودي الافتراضي لدولة جنوب أفريقية ضخمة.

دعا رجل الدولة جان سموتس مرارًا وتكرارًا إلى التوسع في جنوب أفريقيا منذ عام 1895، متصورًا حدودًا مستقبلية لجنوب أفريقيا على طول نهر زمبيزي أو حتى خط الاستواء. كانت هذه الدولة المقترحة ستضم كل من: جنوب غرب أفريقيا الألمانية، ورودسيا الجنوبية، وعلى الأقل الأجزاء الجنوبية من موزمبيق البرتغالية (خاصة ميناء لورينسو ماركيز في خليج ديلاغوا) إلى جانب أقاليم المفوضية العليا (باسوتولاند، وبيتشوانالاند، زسوازيلاند، وآخرها كان ترانسفال محمية من 1890-1899) حيث ستصير بريتوريا عاصمتها الجغرافية. ومع أن الهدف الأولي لخطة توسع سموتس كان زمبيزي، فقد اهتم بشكل جيوسياسي كبير بمحمية شرق أفريقيا وتنجانيقا: لقد أعجب بالمستعمرين البريطانيين في المرتفعات البيضاء واعتقد أن المنطقة يمكن أن تتحول إلى دولة "أوروبية عظيمة" أو نظام دول "في المستقبل القريب، مما يؤدي في النهاية إلى "سلسلة من الدول البيضاء التي ستصبح في النهاية واحدة من الاتحاد إلى كينيا". اعتقد سموتس أن هذا التوسع سيؤدي في النهاية إلى أن تصير جنوب أفريقيا "واحدة من أعظم دومينيون الإمبراطورية البريطانية المستقبلية"، على قدم المساواة مع أستراليا وكندا.
تلقت أهداف سموتس التوسعية القليل من الدعم المحلي الأبيض. خشي القوميون الأفريكانيون من أن يؤدي دمج الأراضي البريطانية بالقرب من جنوب أفريقيا إلى دولة ذات أغلبية سوداء أكبر بكثير مما كانت عليه في اتحاد جنوب أفريقيا الحالي.

## التحقق
اعتبر تشكيل اتحاد جنوب أفريقيا في عام 1910[بحاجة لمصدر] خطوةً أولى نحو توحيد الأراضي التي تحتلها بريطانيا في جنوب أفريقيا. أيد البريطانيون في البداية التوسع الإقليمي لدولة جنوب أفريقيا. لم يتوقع البريطانيين ولا الجنوب أفريقيين أن تكون مسؤولية لندن الإمبراطورية المستمرة عن روديسيا ونياسالاند وأقاليم المفوضية العليا هي الترتيب الإقليمي النهائي: نص قانون جنوب أفريقيا لعام 1909 على أحكام لقبول روديسيا كمقاطعة خامسة في الاتحاد في المستقبل، ووضع شروط النقل المحتمل لأقاليم المفوضية العليا في المستقبل. اتفق رئيس الوزراء لويس بوتا مع سموتس على أن ضم جنوب أفريقيا لأقاليم المفوضية العليا كان مجرد مسألة وقت.
وافق البريطانيون على أهداف حرب سموتس خلال خلال حملة جنوب غرب أفريقيا من 1914-1915، ودعموا انتداب جنوب غرب أفريقيا الألمانية إلى جنوب أفريقيا في عام 1919، مع أن سموتس كان يتطلع إلى دمج الإقليم رسميًا. لقد اقترح تسمية هذه المنطقة الجديدة بوتالاند على اسم رئيس الوزراء. حتى أن التنفيذ المستقبلي للأشياء الإقليمية في موزمبيق البرتغالية - عن طريق شراء وافق عليه بالإجماع مجلس وزراء جنوب أفريقيا - تم النظر فيه[بحاجة لمصدر] بشكل إيجابي، مع كون البرتغال عضوًا في الوفاق.
ومع ذلك، فإن استفتاء حكومة جنوب روديسيا عام 1922 رأى أن مستعمرة روديسيا الجنوبية ترفض الانضمام إلى الاتحاد. جعل هذا القرار استحواذ جنوب أفريقيا على حقوق الشركة البريطانية الجنوب أفريقية في بيتشوانالاند غير ضروري، وبالتالي توقف نقلها إلى الاتحاد. قدمت روديسيا، التي تعمل كثقل بريطاني موازن للهيمنة الأفريقانية، مطالباتٍ لجزء على الأقل من بيتشوانالاند، وبالتالي كان من مصلحة البريطانيين بشكل متزايد نقل الأخيرة من مجال نفوذ جنوب أفريقيا. كما أصيب البريطانيون بخيبة أمل من قيام برلمان جنوب أفريقيا بإقرار قانون أراضي السكان الأصليين، الذي أنشأ نظام حيازة الأراضي الذي أصبح في النهاية أحد أسس الفصل العنصري.
بدون روديسيا، أصبح من المستحيل تحقيق توقعات سموتس لمزيد من التوسع في جنوب أفريقيا شمالًا وصعوبة تحقيق تطلعاته تجاه موزمبيق. أدت الانتخابات العامة لجنوب أفريقيا 1924الانتخابات العامة لجنوب أفريقيا لعام 1924 إلى نهاية رئاسة سموتس للوزراء وانتخاب جيمس باري مونيك هيرتزوغ رئيسًا جديدًا للوزراء. كان البريطانيون متشككين من هيرتزوغ المناهض للإمبريالية والمؤيد للأفريقانيين مقارنة بالأنجلوفيلي سموتس، وأصبحوا أقل استعدادًا لتلبية مطالب جنوب أفريقيا الإقليمية.
في ظل هيمنة أفريقانية على نظام الفصل العنصري في جنوب أفريقيا (1948-1994)، وخصوصًا في ظل رئاسة الوزراء هندريك فيرورد (خلال عهده 1958-1966)، تم إنعاش مفهوم إدماج الأراضي الجنوب أفريقية في جنوب أفريقيا التي يهيمن عليها البيض، وصار يركز على بوتسوانا وليسوتو وسوازيلاند التي نالت استقلالها عن المملكة المتحدة في 1966-1968.